# Mark Fisher
Mark Fisher (11. července 1968 Leicester – 13. ledna 2017 Felixstowe) byl anglický kulturní teoretik a filozof krajně levicové orientace. K jeho nejznámějším knihám patří Kapitalistický realismus (2009). Byl též znám jako bloger pod přezdívkou k-punk. Publikoval v časopise The Wire, kde byl jistý čas i zástupcem šéfredaktora. Dále publikoval v časopisech Fact, New Statesman nebo Sight & Sound. Učil na koleji Goldsmiths. Vystudoval angličtinu a filozofii na University of Hull, doktorát získal na Univerzitě ve Warwicku roku 1999. Spoluzaložil nakladatelství Zero Books a Repeater Books. V mládí byl velkým fotbalovým fanoukem, byl též očitým svědkem tragédie na stadiónu Hillsborough. Stejně tak se v mládí věnoval skládání hudby žánru breakbeat hardcore. Ideově se nejprve klonil k akceleracionismu, později se více posunul k neomarximu, hlásil se též ke konceptu hauntologie Jacquese Derridy. Kritizoval ekonomii jako "buržoazní vědu". Patřil ovšem také k velkým kritikům cancel culture, která podle něj vytváří prostor, "kde je solidarita nemožná, ale vina a strach jsou všudypřítomné". Trpěl depresemi a svůj život ukončil sebevraždou.

### Česky vyšlo
- Kapitalistický realismus, Rybka Publishers 2010 (překlad Radovan Baroš)
- K-punk: výběr z textů, Ostravská univerzita (překlad Ondřej Trhoň, Jan Trnka)